# Ганс-Юрген Поманн
Ганс-Юрген Поманн (нім. Hans-Jürgen Pohmann; нар. 23 травня 1947) — колишній німецький тенісист.
Найвищу одиночну позицію світового рейтингу — 30 місце досяг 23 серпня 1973 року.
Здобув 1 одиночний та 5 парних титулів.
Найвищим досягненням на турнірах Великого шолома були півфінали в парному розряді.

## Фінали Туру ATP

### Одиночний розряд (1–2)
| Результат | W/L | Дата     | Турнір            | Покриття | Суперник         | Рахунок            |
| --------- | --- | -------- | ----------------- | -------- | ---------------- | ------------------ |
| Перемога  | 1–0 | Чер 1973 | Берлін, Німеччина | Тверде   | Карл Майлер      | 6–3, 3–6, 6–3, 6–3 |
| Поразка   | 1–1 | Лис 1974 | Маніла, Філіппіни | Тверде   | Ісмаїл Ель-Шафей | 6–7, 1–6           |
| Поразка   | 1–2 | Чер 1976 | Берлін, Німеччина | Тверде   | Віктор Печчі     | 1–6, 2–6, 7–5, 3–6 |

### Парний розряд (5–13)
| Результат | W/L | Дата     | Турнір                  | Покриття | Партнер          | Суперники                          | Рахунок                  |
| --------- | --- | -------- | ----------------------- | -------- | ---------------- | ---------------------------------- | ------------------------ |
| Перемога  | 1.  | Лип 1972 | Кіцбюель, Австрія       | Ґрунт    | Юрген Фассбендер | Мал Андерсон Джефф Мастерз         | 7–6, 6–4, 6–4            |
| Перемога  | 2.  | Чер 1973 | Гамбург, Німеччина      | Ґрунт    | Юрген Фассбендер | Мануель Орантес Йон Ціріак         | 7–6, 7–6, 7–6            |
| Поразка   | 1.  | Жов 1973 | Маніла, Філіппіни       | Тверде   | Юрген Фассбендер | Марсельйо Лара Шервуд Стюарт       | 2–6, 0–6                 |
| Поразка   | 2.  | Тра 1974 | Мюнхен, Німеччина       | Ґрунт    | Юрген Фассбендер | Антоніо Муньйос Мануель Орантес    | 6–2, 4–6, 6–7, 2–6       |
| Перемога  | 3.  | Тра 1974 | Гамбург, Німеччина      | Ґрунт    | Юрген Фассбендер | Браян Готтфрід Рауль Рамірес       | 6–3, 6–4, 6–4            |
| Поразка   | 3.  | Сер 1974 | Індіанаполіс, США       | Ґрунт    | Юрген Фассбендер | Джиммі Коннорс Іліє Настасе        | 7–6, 3–6, 4–6            |
| Поразка   | 4.  | Сер 1974 | Монреаль, Канада        | Тверде   | Юрген Фассбендер | Мануель Орантес Гільєрмо Вілас     | 1–6, 6–2, 2–6            |
| Поразка   | 5.  | Сер 1974 | Бостон, США             | Ґрунт    | Марті Ріссен     | Роберт Лутц Стен Сміт              | 6–3, 4–6, 3–6            |
| Поразка   | 6.  | Лис 1974 | Джакарта, Індонезія     | Тверде   | Юрген Фассбендер | Ісмаїл Ель-Шафей Роско Теннер      | 5–7, 3–6                 |
| Поразка   | 7.  | Бер 1975 | Лондон, Велика Британія | Килим    | Юрген Фассбендер | Паоло Бертолуччі Адріано Панатта   | 3–6, 4–6                 |
| Перемога  | 4.  | Лип 1975 | Гштад, Швейцарія        | Ґрунт    | Юрген Фассбендер | Колін Даудесвелл Кен Роузволл      | 6–4, 9–7, 6–1            |
| Поразка   | 8.  | Сер 1975 | Індіанаполіс, США       | Ґрунт    | Войцех Фібак     | Хуан Хісберт стар. Мануель Орантес | 5–7, 0–6                 |
| Поразка   | 9.  | Сер 1975 | Колумбус, США           | Тверде   | Юрген Фассбендер | Роберт Луц Стен Сміт               | 2–6, 7–6, 3–6            |
| Поразка   | 10. | Лис 1975 | Буенос-Айрес, Аргентина | Ґрунт    | Юрген Фассбендер | Паоло Бертолуччі Адріано Панатта   | 6–7, 7–6, 4–6            |
| Поразка   | 11. | Тра 1976 | Мюнхен, Німеччина       | Ґрунт    | Юрген Фассбендер | Хуан Хісберт стар. Мануель Орантес | 6–1, 3–6, 2–6, 3–2, ret. |
| Поразка   | 12. | Чер 1976 | Берлін, Німеччина       | Тверде   | Юрген Фассбендер | Патрісіо Корнехо Антоніо Муньйос   | 5–7, 1–6                 |
| Перемога  | 5.  | Лип 1976 | Гштад, Швейцарія        | Ґрунт    | Юрген Фассбендер | Паоло Бертолуччі Адріано Панатта   | 7–5, 6–3, 6–3            |
| Поразка   | 13. | Лип 1976 | Кіцбюель, Австрія       | Ґрунт    | Юрген Фассбендер | Їржі Гржебець Ян Кодеш             | 7–6, 2–6, 4–6            |